# محمد بن حسن العظمة
محمد بن حسن (994-1071 هـ) الْمَعْرُوف بِابْن تركمان كان شخصية بارزة في جند الشام، أبوه هو حسن بك تركمان، واشتهر بشجاعته، حسن أخلاقه، وعلاقاته الطيبة. ولد في دمشق في حي باب المصلى، حيث أنشأ والده دارًا عظيمة اعتُبرت الأكبر في دمشق آنذاك.

### سيرته:
- بدأ حياته كجندي في الشام، واشتهر بفروسيته إلى حد أنه نُظمت منافسة مع فارس شهير يدعى كنعان الكبير، ففاز فيها وأُثني عليه.
- ترقى ليصبح بلو كباشي (قائد كتيبة) ثم سردارًا (قائدًا عامًا) بباب قاضي القضاة في دمشق.
- خدم قاضي القضاة مصطفى بن عزمي واكتسب من آدابه.
- سافر مع والده إلى بلاد العجم في عهد السلطان أحمد، وخلال معركة هناك أنقذ والده وقتل خصمه، لكنه أصيب في عينه بسهم.

### المناصب:
- عُيّن كتخدا للجند عام 1048 هـ.
- بعد فترة، عزله عثمان باشا جفتلرلي وحبسه في قلعة دمشق، لكنه أُطلق بشفاعة شيخ الإسلام محمد البهائي.
- تولى بعدها منصب "يياً باشي" وارتفع شأنه بين العسكر، حتى أصبحت عائلته مؤثرة، حيث كان أبناؤه وأقاربه يشكلون جزءًا كبيرًا من الجيش.

### الإنجازات:
- قاد قوافل الحج سبع مرات كسردار.
- كان له تأثير كبير في الشام، وكان أولاده وأقاربه من أبرز القادة العسكريين.

### أواخر حياته:
- تراجعت مكانته بعد مقتل عبد السلام، وفقد اثنين من أنجب أبنائه، رجب وخضر.
- تعرض لأزمات مالية أفقدته ممتلكاته وعقاراته، وظل في عزلة حتى وفاته عام 1071هـ\1661م، ودُفن في مقبرة باب الصغير بدمشق قرب منزل عائلته.